# Єврейські біженці
Єврейські біженці — євреї, які були змушені покинути місце свого проживання через переслідування у зв'язку зі своєю національною або релігійною приналежністю. Такі переслідування найчастіше породжуються антисемітизмом — різновидом ксенофобії, ідеологією ворожого ставлення до євреїв як до етнічної чи релігійної групи.
Найбільшу популярність в історії отримали депортації євреїв з території провінції Сирія Палестинська римлянами в 70-ті та 130-ті роки н. е., переслідування з боку християнської церкви в Середні віки вЄвропі, погроми і смуга осілості в Російській імперії, масові вигнання і вбивства нацистами з 1930-х до 1945 року (Голокост), переслідування в мусульманських країнах в період 1940-х—1970-х років.
Прагнення до отримання надійного притулку для євреїв стало стимулом для зародження сіоністського руху і створення Держави Ізраїль.

## У Стародавньому світі
Переслідування євреїв в Античності носили епізодичний характер. В основному вигнання і насильницькі переселення були наслідком воєн і повстань.
Першою історичною згадкою про єврейських біженців є вихід євреїв з Єгипту приблизно в XIII столітті до н. е. Загальна кількість євреїв, які вийшли з Мойсеєм із Єгипту невідомо, проте в Біблії зазначено число чоловіків старше двадцяти років — понад 600 тисяч осіб.
У 733—720 роках до н. е. після ряду повстань проти Ассирії її царі Тіглатпаласар III, Салманасар V і Саргон II завоювали Ізраїльське царство, а його жителів переселили до Ассирії, де вони були згодом асимільовані. Історичні хроніки згадують 13 520 осіб, переселених з Галілеї і 27 290 або 27 280 осіб переселених з Самарії. У 701 році до н. е. армія ассирійського царя Сін-аххе-еріба вторглася в Юдею, розоривши безліч міст. Сін-аххе-еріба захопив в полон 200 150 осіб.
В період 598—582 роки до н. е. відбулося насильницьке переселення частини населення Юдейського царства до Вавилонії як каральний захід за антивавилонське повстання в Юдеї. Цей період отримав назву Вавилонський полон. Частина євреїв (42 360 осіб) повернулася до Юдеї після завоювання Вавилонії перським царем Киром Великим. Збереглися уривчасті відомості про вигнання євреїв з Риму в 139 році до н. е., в 19 році н. е. і в 50 році н. е.
Перший антиєврейський погром стався в 38 році н. е. в Александрії. Він був викликаний прагненням городян протидіяти отриманням євреями громадянських прав. Історики відзначають опору погромників на антисемітську ідеологію.
Чергові масові депортації євреїв з Юдеї (провінції Палестинська Сирія) проводилися римлянами в 70-ті та 130-ті роки н. е. після Юдейських війн і повстання Бар-Кохби. Після руйнування Єрусалиму євреїв під загрозою смерті було заборонено наближатися до міста. Історик і очевидець Йосип Флавій писав, що під час римського вторгнення загинуло 1,1 млн осіб та 97 тисяч потрапили в полон. Під час повстання Бар-Кохби загинуло ще 580 тис. юдеїв.
Одне з перших вигнань євреїв з християнських країн відбулося в 414 році в Александрії при візантійському патріарху Кирилові. Згодом з Візантійської імперії євреїв виганяли з Антіохії після придушення повстання в 608 році.

## В Середньовіччі

### Вигнання з Аравійського півострова
У VII столітті в місті Медіна проживало 3 єврейських плем'я. У 622 році в Медині з'явився мусульманський пророк Мухаммед. В результаті конфлікту між мусульманами і євреями племена бану кайнука і бану Надир були вигнані з Медіни. У 627 році практично всі чоловіки племені бану Курайза були страчені, а жінки і діти продані в рабство.
У 628 році війська Мухаммеда вторглися в оазис Хайбар в 150 кілометрах від Медіни, в якому проживали євреї і в який переселилося плем'я бану Надир. Мухаммед конфіскував всі землі, які належали сповідуючим юдаїзм племенам. Його наступник, халіф Умар ібн аль-Хаттаб на початку 640-х років наказав усім євреям покинути центральні та північні області Аравійського півострова, включаючи Хайбар. Заборона євреям проживати в цій області зберігається по теперішній час.

### Переслідування в Європі
У Середні століття становище євреїв в Європі цілком залежало від доброї волі місцевої влади і монархів. Християнська церква в Середні століття брала участь у переслідуванні юдеїв як іновірців і примушувала до прийняття християнства. Оскільки їм заборонялося володіти землею, то вони найчастіше займалися торгівлею або лихварством. Це підігрівало невдоволення місцевого населення і провокувало погроми і вигнання. Євреїв звинувачували в поширенні хвороб, не урожаях та інших лихах. У Середньовіччі на євреїв почали зводити кривавий наклеп — звинувачення у вбивствах християн в ритуальних цілях. Практично саме в цей час народилася легенда про «Вічного жида» — єврея, який ніде не може знайти спокійного пристановища.
Візантія
Весною 1097 року в Херсоні єврейський купець купив у половців групу захоплених ними поблизу Києва бранців, серед них виявився чернець Києво-Печерської лаври Євстратій Постник, який невдовзі помер у полоні (за переказами — убитий господарем за небажання відмовитися від Христа). Церква оголосила святих Євстратія, «замученими на Великдень жидами». Епарх Херсона (хрещений юдей) був страчений за наказом імператора разом з купцем, який купив ченця. Підсумком цього скандалу стало вигнання з міста всіх єврейських торговців і конфіскація їх майна. В історії є відомості про насильницькі хрещення Візантії (зокрема, за указом імператора Лева III в 720-ті роки), однак про проведення даного указу в життя і зв'язку його з переселенням євреїв в інші країни відомостей майже немає. Історики вважають, що в цілому у Візантійській імперії євреї не піддавалися вигнанням.
Київська Русь
В 1113 році в Києві стався великий єврейський погром, після якого, як писав в «Історії Російській» Василь Татищев, князі ухвалили, що „нині з всієї Російську землі вислати всіх жидів і з усім їхнім маєтком, і надалі не опушать, а чи є таємно увійдуть, вільно їх грабувати і вбивати… З цього часу жидів на Русі немає“. Лев Тихомиров в 1892 році пише, що євреї повернулися в південно-західні міста приблизно до XIII століття, а Михайло Стельмашенко в 1911 році стверджує, що „ні один помісний літописець не згадує про них до початку XV століття“.
Англія
В Норвічі в 1144 році відбувся перший зафіксований в історії випадок кривавого наклепу. З вересня 1189 по березень 1190 року по країні прокотилася хвиля антиєврейських погромів, пов'язана з коронацією Річарда I. Надалі єврейські громади Англії постраждали під час Баронської війни (1263—1267).
18 липня 1290 року король Англії Едуард I видав указ про вигнання з країни всіх євреїв (число яких у країні на той момент не перевищувала 4000). Більшість біженців переїхали до Франції, Фландрії і Німеччини. Указ був скасований тільки в 1652 році Олівером Кромвелем.
Іспанія
Початком переслідування євреїв стало прийняття у 589 році н. е. королем Реккаредом I католицтва. Після цього під тиском духовенства почалося прийняття антиєврейських законів. В 613 році всі іспанські євреї, відмовилися прийняти хрещення, були змушені залишити країну за наказом короля Сісебута. Решта через кілька років були звернені в рабство. Надалі в 620-ті роки при королі Свінтілі вигнанцям дозволили повернутися. При королі Хінтілі відновилися гоніння і шостий собор в Толедо в 638 році постановив, що лише католики можуть жити в Іспанії. Частина євреїв прийняла християнство, інші знову змушені були покинути країну.
У XIV столітті в християнській Севільї почалися антиєврейські виступи. З 1378 року архієпископ Феліпе Мартінес виступав з антиєврейскими проповідями і закликами до насильства. 4 червня 1391 року в Севільї почався антиєврейських погром. Було вбито близько 4000 чоловік, безліч євреїв прийняли насильницьке хрещення. Погроми перекинулися на інші міста Кастилії і Арагона. Частина іспанських євреїв переселилася в Португалію, Алжир і Марокко.
Після завоювання Гранади навесні 1492 року королівське подружжя Фердинанд II Арагонський і Ізабелла I Католицька підписала указ (Альгамбрський декрет), який зобов'язує євреїв протягом чотирьох місяців (до 31 липня) хреститися або покинути країну. Всякий хрещений єврей, який залишився в Іспанії після цього терміну, оголошувався поза законом. Євреям дозволили продати своє майно і взяти з собою деякі речі, за винятком золота, срібла, перлів та дорогоцінних каменів. Нерухомість продавати не дозволялося. До 31 липня виселити всіх євреїв не вдалося, термін був продовжений до 2 серпня. Кількість вигнанців оцінюється різними істориками від 50 до 300 тисяч. Швидше за все, 50 тисяч є дуже заниженою цифрою, оскільки ряд джерел вказує, що тільки в Португалію з Іспанії переселилося від 100 до 120 тисяч євреїв, а ще 200 тисяч — у Туреччину, Італію і Північну Африку. Формально Альгамбрский декрет був скасований лише конституцією, прийнятою в 1876 році.
Франція
Переслідування євреїв почалися в 1007 році, коли єпископ Ліможа Альдуїн зажадав від євреїв, що проживали на території його єпархії, негайно хреститися або залишити Лімож. Більшість євреїв покинули місто.
У 1182 році король Франції Філіп II Август опублікував указ про вигнання з Франції всіх євреїв і конфіскації належала їм власності. Більшість вигнанців знайшли притулок в сусідніх з Францією графстві Шампань, королівстві Прованс, графстві Венессен та інших місцях.
19 липня (або 22 липня) 1306 року король Філіп Красивий видав указ про виселення євреїв з Франції та конфіскації всієї їхньої власності. На виселення було дано один місяць. Євреїв вигнали також Лотарингія, Савойя, Дофіне, Франш-Конте. Більшість з євреїв переїхало в південні провінції, непідвладні королю. 28 липня 1315 року Людовик X дозволив євреям повернутися у Францію за умови сплати великого викупу.
У 1394 році король Карл VI знову заборонив євреям жити у Франції за «гріхи євреїв перед святою вірою». Євреї знову бігли в південні провінції. Наприкінці XV століття ці землі увійшли в королівський домен і євреїв вигнали звідти теж. Після цього євреїв у Франції не було три століття.
Швейцарія
У 1287 році в Берні стався погром, в 1290-х роках — кривавий наклеп і вигнання євреїв. 10 січня 1347 влади Базеля звинуватили євреїв в епідемії чуми. 600 євреїв спалено, 200 єврейських дітей звернена в християнство, цвинтар зруйновано, синагога спалена, євреї вигнані з країни. За іншими даними, перше звинувачення у поширенні чуми сталося в 1348 році місті Шийон, де під тортурами кілька людей зізналися в отруєнні колодязів. Це послужило приводом для масових страт і вигнання євреїв по всій Швейцарії. Дискримінаційні заборони щодо євреїв були скасовані у Швейцарії тільки в кінці XIX століття.
Німеччина
Кінець XIII—XIV століття в історії євреїв Німеччини названі «мученицькими». В цей час єврейські громади піддавалися численним утисків і погромів. Було знищено понад 300 громад, євреї були вигнані з більшості міст Німеччини. У зв'язку з численними випадками кривавих наклепів римський папа Інокентій IV у 1247 році видав буллу, в якій зазначав, що „доля євреїв під владою таких князів і правителів стає, таким чином, ще більш жахливою, ніж доля їхніх предків у Єгипті під владою фараонів. Через ці переслідування вони змушені покидати ті місця, де предки їх жили з найдавніших часів“. Але і папська булла не рятувала євреїв від нападів і погромів. Так, навіть в оскверненні гостії в Кноблаухе в 1510 році спричинила за собою страту 38 євреїв і вигнання з інших всій території Бранденбурзького князівства.
Безліч євреїв з Німеччини переселялося в Польщу, де до XVI—XVII століть виникли численні єврейські громади.
Австрія
У 1420 році за наказом Альбрехта всі євреї Австрії були арештовані. 270 осіб були спалені на багатті за звинуваченням в оскверненні гостії в Енсі. Всі інші, за винятком погодилися хреститися, були вислані з країни, їх власність конфіскована.
Португалія
У 1487 році муніципальні ради Лісабона і ряду інших міст прийняли постанови про вигнання євреїв. Однак ці постанови були скасовані королем Жуаном II. У 1492 році 120 000 євреїв втекли в Португалію з Іспанії. Через рік у зв'язку зі спалахнула серед переселенців епідемією чуми Жуан II зажадав від іспанських євреїв залишити Португалію. Ті, хто не зміг виїхати через високу плату за перевезення на португальських кораблях, були продані в рабство.
У грудні 1496 року король Мануель I видав декрет про вигнання євреїв з Португалії та обов'язкове хрещення дітей. 20 000 євреїв покинули країну. Решта були піддані насильницькому хрещенню згідно з декретом від 19 березня 1497 року. Однак навіть хрещення і спеціальний «охоронний» указ короля прийнятий у травні 1497 року не рятували євреїв від переслідувань і погромів. В 1506 році в Лісабоні було вбито 2000 чоловік. У зв'язку з великою кількістю подібних акцій Мануель I указом від 1 березня 1507 року. дозволив насильно хрещеним євреям залишати країну і навіть вивозити майно, що раніше було заборонено. Втеча євреїв з Португалії тривав до початку XVII століття.
Литва
У 1495 році князь Олександр оголосив про вигнання євреїв з Литви. Нерухоме майно вигнанців було оголошено власністю князя і частково роздано християнам. В 1501 році євреям дозволили повернутися і навіть повернули забране майно.

## В Новий і Новітній час
У XVII столітті вигнання відбувалися рідше, проте низка воєн і повстань також негативно позначився на долі євреїв у Європі.
Починаючи з 1593 року на теренах України сталася низка козацьких повстань, що супроводжувалися антиєврейскими погромами, а в 1648 році відбулося повстання Богдана Хмельницького, під час якого єврейські громади України піддалися масовому винищенню. З травня 1648 року почалася втеча єврейського населення містечок Київської та Житомирської областей в укріплені міста. Частина євреїв, рятуючись від козаків, покинула Лівобережжя після битви під Корсунем разом із загоном князя Яреми Вишневецького. У містах, захоплених козаками, відбувались масові і жорстокі розправи над євреями і поляками. Що залишилися в живих, козаки продавали в рабство татарам. Полонених євреїв згодом викуповували громади Османської імперії. Ті, що вижили в ході повстання євреї втекли з України в Литву, внутрішні області Польщі, Пруссію, Сілезію і далі.
23 квітня 1615 року Людовік XIII видав указ про вигнання євреїв з Франції протягом місяця під страхом смерті. Євреям було заборонено жити не тільки у Франції, але і в її колоніях.
У першій половині XVIII століття в Російській імперії було видано два укази про вигнання євреїв з Росії: 26 квітня 1727 року і 2 грудня (13 грудня за новим стилем) 1742 року. Перший указ імператриці Катерини I вимагав „Жидів, як чоловічої, так і жіноча статі, які знаходяться на Україні і в інших Російських містах, тих всіх вислати геть з Росії за рубіж негайно, і надалі їх ні під якими образи в Росії не впускати“ з зазначенням „при відпустці їх дивитися міцно ж, щоб вони з Росії за рубіж червоних золотих і ні яких Російських срібних монет  аж ніяк не вивезли“, другий указ імператриці Єлизавети Петрівни, фактично дублюючи указ Катерини, доповнював його можливістю повернутися виключно за умови прийняття християнства: „хіба хто з них захоче бути Християнську віру Грецького сповідання; таких хрестячи в Нашій Імперії, жити їм дозволити, геть їх з Держави вже не випускати“.
У другій половині XVIII століття відбувся поділ Польщі між Пруссією, Австрією та Росією. У результаті безліч євреїв, що проживали на території колишньої Польщі опинилися під російською юрисдикцією. У 1783 році євреїв Білорусі було заборонено жити в селах, оскільки вони були приписані до міського (міщанському) стану. 21 січня 1786 року був виданий сенатський указ, який дозволяв євреям тимчасово жити в селах. Купці з Білорусі при цьому володіли правом вільного пересування на відміну від інших представників цього стану. Після появи їх у Москві і Смоленську за скаргою християнських купців в 1791 році був прийнятий імператорський указ про заборону євреям селитися за межами кількох західних губерній. Цей указ поклав початок смузі осілості. У 1795 році був опублікований урядовий указ, за яким всі жили в селах євреї були приписані до міст, а потім євреїв вигнали з сіл. Нарешті 13 квітня 1835 року був опублікований указ Сенату, згідно з яким євреям дозволялося селитися в 6 західних губерніях і двох областях вільно, у 10 губерніях з істотними обмеженнями (наприклад, з забороною жити в губернських містах), в інших місцях поселення заборонялося.

## XIX — початок XX століть
XIX і початок XX століття ознаменувалися масовими єврейськими погромами в Російській імперії, а також під час Громадянської війни в Росії. Перша світова війна негативно позначилася на житті єврейського населення — влада масово виселяли євреїв з прифронтової смуги як ненадійний елемент. Безліч євреїв емігрувало з Росії, в тому числі майже 200 тисяч — до Палестини, але більшість — у США. Як вважають історики, антисемітизм в XIX столітті став в Росії державною політикою.
У 1821, 1859, 1871 роках у Російскій імперії в Одесі і в 1862 році в Акермані (Білгород-Дністровський) сталися єврейські погроми, учасниками яких були місцеві греки. Приводом до першого погрому послугували чутки про причетність до вбивства євреїв у Стамбулі грецького православного патріарха Григорія.
У 1881—1882 роках на півдні Росії відбулися масові погроми, пов'язані з вбивством народовольцями царя Олександра II. 13—16 грудня 1881 року відбувся погром у Варшаві. Влада практично заохочували погромників, не вживаючи заходів для захисту єврейського населення.
У 1870-х роках близько 30 тисяч російських євреїв втекли в США, рятуючись від переслідувань. У подальшому темпи еміграції швидко наростали: з 1881 по 1900 роки в США в'їхало ще 600 тисяч євреїв. Євреям, що покинули Росію, було заборонено повертатися назад. Переїзд євреїв у Великій Британії був припинений «Законом про імміграцію іноземців» в 1905 році.

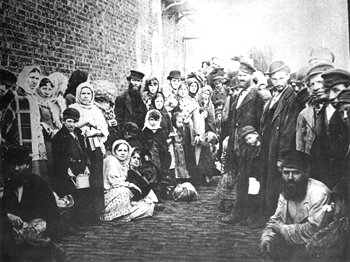
Єврейські біженці з Росії в порту Ліверпуля, 1882 рік

3 травня 1882 року були введені так звані «Травневі закони». Вони скасували деякі прийняті раніше при Олександрі II нормативні акти, що дозволяли деяким категоріям євреїв проживати поза межею осілості. Після цього відбулося чергове вигнання євреїв з великих міст В самій смузі осілості євреїв було заборонено селитися, орендувати і купувати нерухомість поза міст і містечок.
У зв'язку з цими подіями близько 35 тисяч євреїв з Росії та Румунії переселилося в Палестину, склавши так звану Першу Алію. Османська влада бачила в нових поселенцях загрозу і в червні 1882 року видали закон, який забороняв поселення в країні євреїв — вихідців із Східної Європи. Однак, з допомогою хабарів і юридичних прийомів закон обходили. 28 березня 1917 року турецькі власті вигнали з Яффи і його передмість всіх євреїв, мотивуючи це наближенням англійської армії. Біженцями стали близько 5000 осіб.
Погроми в Росії пройшли також в 1890-х роках. За заявою нижньогородського губернатора „… в народі склалося переконання у повній безкарності найважчих злочинів, якщо тільки вони спрямовані проти євреїв“. 28 березня (за іншими даними 29 березня) 1891 року за доповіддю міністра внутрішніх справ Росії Ігнатьєва був прийнятий імператорський указ про вигнання всіх євреїв з Москви і Московської губернії. Було виселено від 17 до 20 тисяч євреїв-ремісників, що жили там на підставі закону від 1865 року. Висилка супроводжувався гоніннями і масовими жорстокостями, описаними сучасниками.

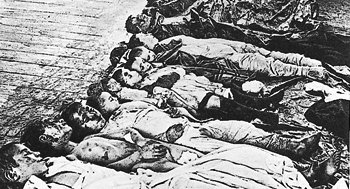
Єврейські діти — жертви погрому в Катеринославі в 1905 році

На початку XX століття переслідування і погроми євреїв у Росії та Східній Європі продовжилися. У 1903 році стався великий погром у Кишиневі. Після опублікування царського маніфесту від 17 жовтня 1905 року 660 населених пунктів південних і південно-західних губерній у «смузі осілості» були охоплені погромами, які тривали  до 29 жовтня. У тому числі 18-20 жовтня 1905 року відбувся великий єврейський погром у Ростові (150 вбитих). Найбільший погром початку століття відбувся 19—22 жовтня 1905 року в Одесі. За різними оцінками в Одесі було вбито від 300 до 800 осіб і кілька тисяч було поранено, розгромлено близько 1600 будинків.
У 1907 році в Румунії відбулося селянське повстання також супроводжувалися погромами.
Ці події стали каталізатором нового потоку біженців і переселенців до Палестини, так званої Другої Алії — близько 40 тисяч осіб. З Росії за період 1881—1914 роки емігрувало 1,98 мільйона євреїв, а включаючи Східну Європу — 2,4 млн.
Під час Першої світової війни близько 500 тисяч євреїв було насильно виселено з прифронтових губерній і переселено у внутрішні губернії Росії. Це стало фактичною відміною «смуги осілості». Для надання допомоги жертвам погромів і виселень в 1915 році був створений Єврейський комітет допомоги жертвам війни (ЄКОДО) (рос. дореф. ЕКОПО). До кінця 1916 року Єврейський комітет допомоги жертвам війни надав допомогу 240 тис. біженців і вимушених переселенців.
Серйозно постраждали від погромів єврейські громади в період Громадянської війни в Росії: тільки кількість убитих в 1520 погромах в період 1918—1920 років становила за різними даними від 100 до 200 тисяч осіб.
Після закінчення Першої світової війни з 1919 по 1923 роки в Палестині поселилося ще близько 35 тисяч євреїв, в основному зі Східної Європи. Вони склали так звану Третю Алію.
Четверта хвиля репатріації євреїв у Палестину відбулася з 1924 по 1931 роки і склав за різними джерелами від 67 до 80 тисяч осіб. Вона включала в себе в основному вихідців з Польщі та інших країн Східної Європи, що належали до середнього класу. За ці ж роки через економічну кризу терени Британського мандату в Палестині покинуло близько 23 тисяч євреїв.
Сумарна єврейська еміграція з земель Російської імперії за період 1880—1928 роки склала 2,265 млн осіб велика частина російських євреїв виїхала до США.
За переписом 1939 року в СРСР було 3,02 млн євреїв. А після насильницького включення до СРСР країн Балтики, Західної України і Молдавії додалося ще 2,2 млн осіб.

## Нацистські переслідування

### 1933—1939 роки
У сучасній історії єврейські біженці зазвичай розглядаються з 1930-х років, коли до влади в Німеччині і деяких інших країнах Європи прийшли праворадикальні режими, які проводили антисемітську політику. Ці події привели до появи сотень тисяч єврейських біженців. До початку Другої світової війни Німеччину, Австрію та Чехословаччину залишило від 350 тисяч до 400 тисяч євреїв. З 235 тисяч єврейських іммігрантів в Підмандатній Палестині з 1932 по 1939 роки приблизно 60 тисяч були німецькими євреями.
Початок масових переслідувань євреїв в Німеччині було покладено 1 квітня 1933 року, коли був проведений перший загальнонаціональний бойкот всіх єврейських підприємств в країні. Основним інструментом антиєврейською політики 1933—1935 рр. стало антиєврейське законодавство.
З квітня по грудень 1933 був прийнятий цілий ряд нормативних актів і заходів, спрямованих проти єврейської інтелігенції з метою «виключити вплив євреїв на суспільне життя». 7 квітня 1933 був прийнятий «Закон про відновлення професійного чиновництва», відповідно до якого було наказано звільнити всіх неарійських чиновників, за рідкісним винятком. 25 квітня були введені квоти на прийом євреїв в навчальні заклади, а 10 травня сталося публічне спалення книг єврейських і антинацистських авторів. Расові обмеження торкнулися медиків, адвокатів, нотаріусів, професорів, редакторів та ін.
Вершиною антиєврейського законодавства стали прийняті 15 вересня 1935 роки так звані Нюрнберзькі расові закони. Євреї були позбавлені німецького громадянства, змішані шлюби були заборонені. Надалі до законів приймалися поправки, а всі інші расистські правові норми складалися як доповнення до цих законів.
На економічному рівні проводилася політика «аріїзації» — передача майна в руки осіб німецького походження. На цьому етапі «ариизации» не була пов'язана з прямим насильством і силовим вилученням майна, проте на євреїв виявлялося пряме і непряме тиск з метою продажу ними своєї власності.
Витіснення євреїв супроводжувалося майже тотальним їх пограбуванням при еміграції. Політика нацистів щодо вилучення майна посилювалася з 25 % в 1933 році до майже 90 % до 1938 року. З 1933 по 1937 рік з Німеччини емігрувало 130 тисяч євреїв.
У березні 1938 року Німеччина захопила Австрію. Австрійські євреї також стали об'єктом переслідувань. У квітні в Відні був створений «Єврейський емігрантський центр» під керівництвом Адольфа Айхмана. До війни з Австрії виїхало 100 тисяч євреїв.
Історики відзначають, що в 1938 році політика примусової еміграції євреїв проводилася також урядом
Польщі.

#### План Раблі — Шахта — Вольтата
доларів. У лютому 1939 року Вольтат заявив про готовність прийняти план еміграції 150 тисяч працездатних євреїв протягом 3—5 років. Потім за ними повинні були послідувати сім'ї та утриманці. У цей період Німеччина зобов'язалася не чинити тиск на євреїв що ще залишилися. Фінансування плану передбачалося провести з конфіскованого у євреїв капіталу і додаткової міжнародної допомоги. Однак через порушення домовленостей з боку німецької влади і неготовності в США та інших країнах до прийому біженців план Раблі не був реалізований.

#### Статистика еміграції
Єврейська еміграція з Центральної Європи в 1933—1939 роках:
| Рік    | Німеччина | Австрія | Чехословаччина (Богемія, Моравія) | Загальна кіль-ть |
| ------ | --------- | ------- | --------------------------------- | ---------------- |
| 1933   | 37 000    | —       | —                                 | 37 000           |
| 1934   | 23 000    | —       | —                                 | 23 000           |
| 1935   | 21 000    | —       | —                                 | 21 000           |
| 1936   | 25 000    | —       | —                                 | 25 000           |
| 1937   | 23 000    | —       | —                                 | 23 000           |
| 1938   | 47 400    | 62 958  | —                                 | 110 358          |
| 1939   | 68 000    | 54 451  | 43 000                            | 165 451          |
| Всього | 244 400   | 117 409 | 43 000                            | 404 809          |

## Статистика прийому біженців
Країни, що прийняли єврейських біженців в 1933—1943 роках (крім тимчасово евакуйованих в роки війни вглиб СРСР):
| Країна                         | Кількість прийнятих (в тис.) | %    |
| ------------------------------ | ---------------------------- | ---- |
| США                            | 190                          | 23,4 |
| Палестина                      | 120                          | 14,8 |
| Англія                         | 65                           | 8    |
| Франція                        | 55                           | 6,8  |
| Нідерланди                     | 35                           | 4,3  |
| Бельгія                        | 30                           | 3,7  |
| Швейцарія                      | 16                           | 1,9  |
| Іспанія                        | 12                           | 1,5  |
| Інші європейські країни        | 70                           | 8,8  |
| Аргентина                      | 50                           | 6,2  |
| Бразилія                       | 25                           | 3,1  |
| Чилі                           | 14                           | 1,7  |
| Болівія                        | 12                           | 1,5  |
| Уругвай                        | 7                            | 0,8  |
| Інші латиноамериканські країни | 20                           | 2,4  |
| Китай                          | 25                           | 3,1  |
| Австралія                      | 9                            | 1,1  |
| ПАР                            | 8                            | 1    |
| Канада                         | 8                            | 1    |
| Інші країни                    | 40                           | 4,9  |
| Загалом:                       | 811                          | 100  |